# 853年
| 千纪： | 1千纪                                                                                           |
| 世纪： | 8世纪 \| 9世纪 \| 10世纪                                                                        |
| 年代： | 820年代 \| 830年代 \| 840年代 \| 850年代 \| 860年代 \| 870年代 \| 880年代                       |
| 年份： | 848年 \| 849年 \| 850年 \| 851年 \| 852年 \| 853年 \| 854年 \| 855年 \| 856年 \| 857年 \| 858年 |
| 纪年： | 癸酉年（鸡年）；唐大中七年；南诏天启十四年；日本仁壽三年；渤海国咸和二十三年                    |

## 出生
- 崔胤，清河武城（今山東省武城縣，位夏津縣西北）人。晚唐宰相。
- 朱行先，唐朝末年海盐人。
- 李澭，唐宣宗的第十子。

## 逝世
- 小野篁，日本平安時代前期的官吏、漢學者、歌人。
- 葛原親王，日本平安時代初期的皇族，桓武天皇之子。
- 溈山靈祐，唐代福州長溪（今福建省霞浦縣南）人，禪宗大師。
- 李珏，唐文宗、唐武宗年间宰相。牛李党争中牛党的领导人物之一。